# Horní Angara
Horní Angara (rusky Верхняя Ангара) je řeka převážně v Burjatské republice v Rusku. Je 438 km dlouhá. Povodí má rozlohu 21 400 km².

## Průběh toku
Pramení na Bajkalsko-vitimském rozvodí. Na horním toku teče převážně v úzké dolině a vytváří zde peřeje. Na dolním toku je říční údolí široké a bažinaté s množstvím starých ramen. Ústí do jezera Bajkal, přičemž vytváří deltu.

## Vodní stav
Zdroj vody je smíšený s převahou dešťového a poměrně velkých zastoupením podzemního. Zamrzá na konci října a rozmrzá na začátku května. Průměrný průtok vody v ústí činí 265 m³/s. Nejmenší je v zimě, kdy činí 45 m³/s.

## Využití
Vodní doprava je možná do přístavu Kamniokan, který se nachází 270 km od ústí.